# Frequentis
 (mai 2020).
Si vous disposez d'ouvrages ou d'articles de référence ou si vous connaissez des sites web de qualité traitant du thème abordé ici, merci de compléter l'article en donnant les références utiles à sa vérifiabilité et en les liant à la section « Notes et références ».
Frequentis est une entreprise autrichienne HighTech dont le siège principal et historique se situe à Vienne. Le groupe développe des systèmes de sécurité aérienne ainsi que des logiciels pour la sécurité des institutions publiques.

## Histoire
L'entreprise a été créé en 1947 à Vienne par Emanuel Strunz (de). À l'époque les ingénieurs de l'entreprise développaient une palette déjà large de produits techniques, qui étaient nécessaires pour la reconstruction d'après-guerre, comme des équipements et accessoires radio pour les centrales électriques, le service des douanes, la gendarmerie/la police et les pompiers. En 1950 est installée la station de radio "Vienna II" dans la Thaliastraße pour la RAVAG (de) (Radio Verkehrs AG), la première société de diffusion radio autrichienne. Puis en 1955, un premier contrat avec l'aéroport international de Vienne est signé.
En 1983, Hannes Bardach (de) rejoint la direction technique de l'entreprise, et en 1986 rachète les parts de l'entreprise. Bardach transforme une petite entreprise de 45 employés et de 2,9 millions d'euros de chiffre d'affaires en un groupe international.
Dans les années 1990, l'entreprise entreprend l'introduction de systèmes totalement numériques. Un système de communication (voix) dans la sécurité aérienne est alors installé pour Eurocontrol. Frequentis est aussi impliqué dans le programme SESAR (Single European Sky Air traffic management Research).

## Diversification des activités
À partir de la fin des années 1990, l'entreprise diversifie ses activités de son activité initiale - la sécurité aérienne - dans d'autres domaines notables, comme la sécurité publique, le ferroviaire, et le maritime.
En 2005, l'entreprise décroche un contrat pour la mise en place d'un système de communication intégré pour Scotland Yard. De même en 2006 avec les autorités norvégiennes. En 2007 l'entreprise équipe avec succès la NASA avec un système de communication de voix. En 2014, Frequentis mets en place un réseau étendu ATM au Brésil, et en 2016 Frequentis rachète l'entreprise allemande COMSOFT Solutions GmbH.
La société est présente dans plus de 50 pays, considérée comme leader dans les réseaux de communication sécurisées.

## Frequentis en France
Cette section sera complétée ultérieurement

## Sources
- (de) Cet article est partiellement ou en totalité issu de l’article de Wikipédia en allemand intitulé « Frequentis » (voir la liste des auteurs).